# 布良卡河
布良卡河（羅馬化：Bryanka）是俄羅斯的河流，屬於烏達河的左支流，由布里亞特共和國負責管轄，河道全長110公里，流域面積4,400平方公里，河水主要來雨水和融雪，每年十月至翌年五月結冰。